# Bangangté
Bangangté é uma cidade dos Camarões localizada na província de Oeste. Bangangté é a capital do departamento de Ndé.